# Tatsumi Hijikata
Tatsumi Hijikata (土方 巽, Hijikata Tatsumi, de son vrai nom Kunio Motofuji Yoneyama), né le 9 mars 1928 et mort le 21 janvier 1986 est le créateur du mouvement de danse japonaise butō.

## Biographie
Né en mars 1928 dans un village  pauvre de la préfecture d'Akita, il passe son enfance dans un milieu rural « environné par le bruit des cigales, le claquement des sabots des chevaux et les cris d'un père alcoolique ».
Il s'installe à Tōkyō vers la fin des années 1940. C'est après avoir découvert, à la fin de l'occupation américaine, dans les années 1950, à Tokyo, l'œuvre de Jean Genet, qu'il prend le nom de cet auteur pour pseudonyme. En japonais, hijikata veut dire genêt. Il devient un admirateur d'Antonin Artaud et de Jean Genet. Il initie un mouvement de danse, le butō, une « danse des ténèbres » dit-il. Il rencontre le danseur Kazuo Ohno qui va devenir un des grands interprètes de butō. Il influence et entraîne dans ce mouvement d'autres créateurs, tels Min Tanaka, Carlotta Ikeda ou encore Akaji Maro, et d'autres danseurs et chorégraphes japonais, dont les représentations en Europe ont fait découvrir ce mouvement. Une chorégraphie jouée en 1959, Kinjiki (Amours interdites) inspirée par un argument de l'écrivain Yukio Mishima sert d'acte de naissance, et scandalise,.
Dans les années 1960, ses adaptations d'oeuvres de Yukio Mishima puis, plus tard, de l'ouvrage de Jean Genet, Notre-Dame des Fleurs, laissent le souvenir de créations fascinantes, avec un langage physique des interprètes très peu traditionnel dans la danse, à l'époque et de spectacles provocants avec des animaux vivants sur scène, et des mimes d'actes sexuels. Pour lui, il s'agit de « permettre aux mouvements d'émerger naturellement du corps, processus impliquant une évocation des souvenirs ». Au fil du temps, les références à toute littérature occidentale s'estompent au profit d'une prise en compte de plus en plus forte de l'héritage culturel japonais. Il quitte la scène en 1976 et meurt en janvier 1986.
On a pu l'apercevoir au cinéma, aux côtés de Meiko Kaji, dans The Blind Woman's Curse, film japonais réalisé en 1970 par Teruo Ishii.

## Filmographie sélective
- 1970 : The Blind Woman's Curse (怪談昇り竜, Kaidan noboriryū?) de Teruo Ishii
- 1970 : Les Esprits maléfiques du Japon (日本の悪霊, Nihon no akuryō?) de Kazuo Kuroki[6]
- 1971 : Chimimoryo, une âme au diable (闇の中の魑魅魍魎, Yami no naka no chimimoryo?) de Kō Nakahira
- 1974 : Himiko (卑弥呼?) de Masahiro Shinoda : un danseur
- 2003 : A Summer Storm by Hijikata Tatsumi (土方巽 夏の嵐, Hijikata Tatsumi: Natsu no arashi?) d'Arai Misao, à partir de la performance de Tatsumi Hijikata à Kyoto en 1973